# Shilpa Rao
 Apeksha Rao, conocida artísticamente como Shilpa Rao, es una cantante de playback india, interpreta temas musicales para el cine Hindi.

## Biografía
Ella nació el 11 de abril de 1984 en Jamshedpur, Jharkhand. Su padre, SV Rao, quien la apoyó para obtener una licenciatura en música. Por su educación, se matriculó en dos escuelas como Little Flower y Loyola School, en Jamshedpur.

## Carrera
El cantante de playback Hariharan, organizó a Rao para estudiar con su profesor de música llamado, Ustad Ghulam Mustafa Khan. Después de realizar sus estudios con Shankar Mahadevan, se presentó en un concierto en vivo y luego se mudó a Bombay.
Comenzó su carrera musical cantando para jingles publicitarios, aunque Rao pronto se dedicó para interpretar canciones en las bandas sonoras de películas. En el 2006 grabó su primera canción titulada "Tosey Naina Lagey", para una película titulada "Anwar" y después otra canción titulada "Saiyaan Re" para la película titulada "Salaam-e-Ishq: A Tribute to Love". Ella interpretó otras canciones para otras películas como The Train ("Woh Ajnabee"), Aamir ("Ek Lau"), Dev D ("Dhol Yaara Dhol", "Ranjhana") y Gulal ("Aisi Saaza"). También interpretó una canción en tamil para la película titulada Naan Mahaan Alla ("Oru Maalai Neram"), escrita y compuesta por Yuvan Shankar Raja. Recientemente apareció en una serie de TV titulada "The Dewarists", en colaboración con "Agnee" y "Parikrama". También ha cantado algunas canciones en bengalíes en su mayoría con Jeet Ganguly. También interpretó una canción titulada "Bekaboo", para la serie televisiva "Navya".

## Canciones para el cine Hindi

### 2005
| Película   | Canción                | Compositores(s) | Escritor(es) | Co-interpre(s) |
| ---------- | ---------------------- | --------------- | ------------ | -------------- |
| Ek Ajnabee | "Strange On The Prowl" | Amar Mohile     | Sameer       |                |

### 2007
| Película                         | Canción                             | Compositores(s)    | Escritor(es)  | Co-interpre(s)                                       |
| -------------------------------- | ----------------------------------- | ------------------ | ------------- | ---------------------------------------------------- |
| Aggar                            | "Sehra"                             | Mithoon            | Sayeed Quadri | Roop Kumar Rathod                                    |
| Anwar                            | "Javeda Zindagi (Tose Naina Laage)" | Mithoon            | Kamal Haasan  | Kshitij Tarey                                        |
| Gandhi My Father                 | "Faith"                             | Piyush Kanojia     | N/A           | Ghulam Qadir Khan, Sanjeev Abhyankar                 |
| Gandhi My Father                 | "Gandhi's Favourite"                | Piyush Kanojia     | N/A           |                                                      |
| High School Musical 2            | "All For One"                       | Shankar Ehsaan Loy | Sameer        | Earl Edgar D, Raja Hasan, Shilpa Rao, Tarannum Malik |
| High School Musical 2            | "All For One (Dj Suketu Mix)"       | Shankar Ehsaan Loy | Sameer        | Earl Edgar D, Raja Hasan, Shilpa Rao, Tarannum Malik |
| Panga Naa Lo                     | "Uff Ui Ma"                         | Rahul Ranade       | Amole Gupte   | Amitabh Gokhale, June Banerjee                       |
| Salaam-e-Ishq: A Tribute to Love | "Saiyaan Re"                        | Shankar-Ehsaan-Loy | Sameer        | Shankar Mahadevan, Loy Mendonsa                      |
| The Train                        | "Woh Ajnabee"                       | Mithoon            | Sayeed Quadri | Mithoon                                              |
| The Train                        | "Woh Ajnabee" (Club Mix Version)    | Mithoon            | Sayeed Quadri | Mithoon                                              |
| The Train                        | "Teri Tamanna"                      | Mithoon            | Sayeed Quadri | KK, Zubeen Garg                                      |
| The Train                        | "Teri Tamanna" (Euro Mix Version)   | Mithoon            | Sayeed Quadri | KK, Zubeen Garg                                      |
| The Train                        | "Teri Tamanna" (Club Mix Version)   | Mithoon            | Sayeed Quadri | KK, Zubeen Garg                                      |

### 2008
| Película          | Canción                       | Compositores(s) | Escritor(es)              | Co-interpre(s)       |
| ----------------- | ----------------------------- | --------------- | ------------------------- | -------------------- |
| Aamir             | "Ek Lau"                      | Amit Trivedi    | Amitabh Bhattacharya      | Amitabh Bhattacharya |
| Bachna Ae Haseeno | "Khuda Jaane"                 | Vishal-Shekhar  | Anvita Dutt Guptan        | KK                   |
| Bachna Ae Haseeno | "Khuda Jaane (Remix Version)" | Vishal-Shekhar  | Anvita Dutt Guptan        | KK                   |
| Contract          | "Maula Khair Kare"            | Amar Mohile     | Mehboob Kotwal            | Sukhwinder Singh     |
| Good Luck!        | "Main Sajda" (Version 1)      | Anu Malik       | Sameer                    | Sukhwinder Singh     |
| Good Luck!        | "Main Sajda" (Version 2)      | Anu Malik       | Sameer                    | Sukhwinder Singh     |
| Hijack            | "Koi Na Jaane"                | Justin-Uday     | Kumaar                    | KK                   |
| One Two Three     | "Gup Chup (Remix)"            | Raghav Sachar   | Aditya Dhar, Munna Dhiman | Raghav Sachar        |

### 2009
| Película           | Canción                  | Compositores(s) | Escritor(es)           | Co-interpre(s) |
| ------------------ | ------------------------ | --------------- | ---------------------- | -------------- |
| Aagey Se Right     | "Mahiya"                 | Amartya Rahut   | Hitesh Kewalya         | Clinton Cerejo |
| Dev.D              | "Dhol Yaara Dhol"        | Amit Trivedi    | Shellee                | Kshitij Tarey  |
| Dev.D              | "Ranjhana"               | Amit Trivedi    | Shellee                | Kshitij Tarey  |
| Gulaal             | "Aisi Sazaa"             | Piyush Mishra   | Piyush Mishra          |                |
| Horn 'Ok' Pleassss | "Oya Oya"                | Lalit Pandit    | Farhaad, Salim Bijnori | KK             |
| Paa                | "Mudhi Mudhi Ittefaq Se" | Ilaiyaraaja     | Swanand Kirkire        |                |
| Paa                | "Udhi Udhi Ittefaq Se"   | Ilaiyaraaja     | Swanand Kirkire        |                |
| Sikandar           | "Manzaraat"              | Justin-Uday     | Kumaar                 |                |

### 2010
| Película              | Canción                                 | Compositores(s)   | Escritor(es)      | Co-interpre(s)                                                |
| --------------------- | --------------------------------------- | ----------------- | ----------------- | ------------------------------------------------------------- |
| Admissions Open       | "Aasman Ke Paar"                        | Amit Trivedi      | Shellee           | Raman Mahadevan, Joi Barua, Tochi Raina, Amitabh Bhattacharya |
| Admissions Open       | "Aasman Ke Paar" (Club Version)         | Amit Trivedi      | Shellee           | Raman Mahadevan, Joi Barua, Tochi Raina, Amitabh Bhattacharya |
| Anjaana Anjaani       | "Anjaana Anjaani"                       | Vishal-Shekhar    | Irshad Kamil      | Vishal Dadlani                                                |
| Anjaana Anjaani       | "I Feel Good"                           | Vishal-Shekhar    | Vishal Dadlani    | Vishal Dadlani                                                |
| Apartment             | "Ankhiya Na Maar"                       | Bappi Lahiri      | Syed Gulrez       |                                                               |
| Apartment             | "Ankhiya Na Maar" (Remix Version)       | Bappi Lahiri      | Syed Gulrez       |                                                               |
| Lafangey Parindey     | "Nain Parindey"                         | R. Anandh         | Swanand Kirkire   |                                                               |
| Lahore                | "O Re Bande"                            | Piyush Mishra     | Piyush Mishra     | Rahat Fateh Ali Khan                                          |
| Lahore                | "Rang De"                               | M.M. Kreem        | Junaid Wasi       | Shankar Mahadevan                                             |
| Mallika               | "Ittefaq Tu Nahin" (Rock Version)       | Pritam            | Sudhakar Sharma   | Raaj Gopal Iyer                                               |
| Mallika               | "Ittefaq Tu Nahin" (Sensuos Version)    | Pritam            | Sudhakar Sharma   | Raaj Gopal Iyer                                               |
| Mumbai Mast Kallander | "Mumbai Mast Kallander"                 | Afsar, Sajid Khan | Panchhi Jalonvi   | Neuman Pinto, Earl Edgar D'Souza                              |
| Mumbai Mast Kallander | "Mumbai Mast Kallander" (Remix Version) | Afsar, Sajid Khan | Panchhi Jalonvi   | Neuman Pinto, Earl Edgar D'Souza                              |
| Swaha                 | "Habibi"                                | Praveen Bharadwaj | Praveen Bharadwaj | Rikkee                                                        |
| Toh Baat Pakki!       | "Dil Le Jaa"                            | Pritam            | Shabbir Ahmed     | Jasbir Jassi, Javed Ali                                       |
| Toh Baat Pakki!       | "Dil Le Jaa" (Remix Version)            | Pritam            | Shabbir Ahmed     | Jasbir Jassi, Javed Ali                                       |

### 2011
| Canción                   | Compositores(s)                      | Escritor(es)                        | Co-interpre(s)                       | Desi Boyz                        | "Allah Maaf Kare" | Pritam | Irshad Kamil | Sonu Nigam |
| "Allah Maaf Kare (Remix)" |                                      |                                     |                                      | Desi Boyz                        |                   | Pritam | Irshad Kamil | Sonu Nigam |
| Ladies vs Ricky Bahl      | "Jazba"                              | Salim-Sulaiman                      | Amitabh Bhattacharya                 |                                  |                   |        |              |            |
| Memories in March         | "Dawat" (Female Version)             | Debojyoti Mishra                    | Rituparno Ghosh                      |                                  |                   |        |              |            |
| Mujhse Fraaandship Karoge | "Uh-Oh Uh-Oh"                        | Raghu Dixit                         | Anvita Dutt Guptan                   | Ash King                         |                   |        |              |            |
| Mujhse Fraaandship Karoge | "Uh-Oh Uh-Oh 2.0"                    | Raghu Dixit                         | Anvita Dutt Guptan                   | Ash King                         |                   |        |              |            |
| No One Killed Jessica     | "Yeh Pal"                            | Amit Trivedi                        | Amitabh Bhattacharya                 |                                  |                   |        |              |            |
| Pappu Can't Dance Saala   | "Jadoo"                              | Malhar                              | Amitabh Bhattacharya, Saurabh Shukla |                                  |                   |        |              |            |
| Pappu Can't Dance Saala   | "Lamha"                              | Malhar                              | Amitabh Bhattacharya, Saurabh Shukla |                                  |                   |        |              |            |
| That Girl in Yellow Boots | "Ladkhadaaya"                        | Naren Chandavarkar, Benedict Taylor | Varun Grover                         |                                  |                   |        |              |            |
| U R My Jaan               | "U R My Jaan"                        | Sanjeev Darshan                     | Sameer                               | Sanjeev Rathod                   |                   |        |              |            |
| Yeh Saali Zindagi         | "Dil Dar-Ba-Dar"                     | Nishat Khan                         | Swanand Kirkire                      | Javed Ali                        |                   |        |              |            |
| Yeh Saali Zindagi         | "Ishq Tere Jalwe"                    | Nishat Khan                         | Swanand Kirkire                      | Javed Ali                        |                   |        |              |            |
| Yeh Saali Zindagi         | "Yeh Saali Zindagi" (Duet Version)   | Nishat Khan                         | Swanand Kirkire                      | Sunidhi Chauhan, Kunal Ganjawala |                   |        |              |            |
| Yeh Saali Zindagi         | "Yeh Saali Zindagi" (Female Version) | Nishat Khan                         | Swanand Kirkire                      | Sunidhi Chauhan                  |                   |        |              |            |

### 2012
| Película           | Canción                             | Compositores(s) | Escritor(es)         | Co-interpre(s)               |
| ------------------ | ----------------------------------- | --------------- | -------------------- | ---------------------------- |
| Cocktail           | "Yaariyaan"                         | Pritam          | Irshad Kamil         | Mohan Kanan                  |
| English Vinglish   | "English Vinglish" (Female Version) | Amit Trivedi    | Swanand Kirkire      |                              |
| English Vinglish   | "Gustakh Dil"                       | Amit Trivedi    | Swanand Kirkire      |                              |
| Ek Main Aur Ekk Tu | "Aahatein"                          | Amit Trivedi    | Amitabh Bhattacharya | Karthik                      |
| Ek Main Aur Ekk Tu | "Aahatein" (Remix Version)          | Amit Trivedi    | Amitabh Bhattacharya | Karthik                      |
| Ek Main Aur Ekk Tu | "Gubbare"                           | Amit Trivedi    | Amitabh Bhattacharya | Amit Trivedi, Nikhil D'Souza |
| Ek Main Aur Ekk Tu | "Kar Chalna Shuru Tu"               | Amit Trivedi    | Amitabh Bhattacharya | Vishal Dadlani               |
| Jab Tak Hai Jaan   | "Ishq Shava"                        | A.R. Rahman     | Gulzar               | Raghav Mathur                |
| Jodi Breakers      | "Jab Main Tumhare Saath Hun"        | Salim-Sulaiman  | Irshad Kamil         | Benny Dayal, Salim Merchant  |
| Love Possible      | "Jagi Jagi Si Ankhoon Mein"         | Afsar-Sajid     | Atique Allahabadi    | Javed Ali, Priyani Vani      |

### 2013
| Película                | Canción                  | Compositores(s)     | Escritor(es)         | Co-interpre(s) | Referencias |
| ----------------------- | ------------------------ | ------------------- | -------------------- | --- | ----------- |
| 3G                      | "Khalbali"               | Mithoon             | Shellee              | Tochi Raina, Arijit Singh | [ 1 ]       |
| B.A. Pass               | "Shabh Gaya Hai"         | Alokananda Dasgupta | Rajeshwari Dasgupta  | | [ 2 ]       |
| Bombay Talkies          | "Apna Bombay Talkies"    | Amit Trivedi        | Swanand Kirkire      | Udit Narayan, Alka Yagnik, Kumar Sanu, Abhijeet, S. P. Balasubrahmanyam, Kavita Krishnamurthy, Sudesh Bhonsle, Shreya Ghoshal, Shaan, Sunidhi Chauhan, Sukhwinder Singh, KK, Mohit Chauhan, Sonu Nigam | [ 3 ]       |
| Dhoom 3                 | "Malang"                 | Pritam              | Sameer               | Siddharth Mahadevan | [ 4 ]       |
| Four Two Ka One         | "Ishq Di Battiyan"       | Avishek Majumder    | Parvez Khan          | Mika Singh | [ 5 ]       |
| Four Two Ka One         | "Sundri"                 | Avishek Majumder    | Parvez Khan          | Kunal Ganjawala | [ 5 ]       |
| Four Two Ka One         | "Sundri" (Remix Version) | Avishek Majumder    | Parvez Khan          | Kunal Ganjawala | [ 5 ]       |
| Lootera                 | "Manmarziyan"            | Amit Trivedi        | Amitabh Bhattacharya | Amitabh Bhattacharya, Amit Trivedi | [ 6 ]       |
| Yeh Jawaani Hai Deewani | "Subhanallah"            | Pritam              | Amitabh Bhattacharya | Sreeram Chandra | [ 7 ]       |

### 2014
| Película                  | Canción       | Compositores(s)     | Escritor(es)               | Co-interpre(s)             | Referencias |
| ------------------------- | ------------- | ------------------- | -------------------------- | -------------------------- | ----------- |
| Gulaab Gang               | "Gulaabi"     | Soumik Sen          | Neha Saraf                 | Malabika Brahma            | [ 8 ]       |
| Bang Bang!                | "Meherbaan"   | Vishal–Shekhar      | Anvita Dutt Guptan, Kumaar | Ash King, Shekhar Ravjiani | [ 9 ]       |
| Bhopal: A Prayer for Rain | "Abr e Karam" | Shilpa Rao          | Shilpa Rao                 |                            | [ 10 ]      |
| Ugly                      | "Papa"        | G. V. Prakash Kumar | Gaurav Solanki             | [ 11 ]                     |             |

### 2015
| Película     | Canción                           | Compositores(s) | Escritor(es)  | Co-interpre(s) |
| ------------ | --------------------------------- | --------------- | ------------- | -------------- |
| Badmashiyaan | "Thode Se Hum" (Encore version)   | Bobby–Imran     | Shabbir Ahmed |                |
| NH10         | "Le Chal Mujhe" (Reprise version) | —               | —             |                |

## Otras canciones para el cine Hindi
| Álbum                           | Película | Año                                       | Canción                                  | Compositores(s)           | Escritor(es)                                               | Co-interpre(s) |
| ------------------------------- | -------- | ----------------------------------------- | ---------------------------------------- | ------------------------- | ---------------------------------------------------------- | -------------- |
| Krazy Kat (Remix)               | 2004     | "Koi Yahan Nache" (Retro Mix Version)     | Bappi Lahiri (Remixed by: Anuj Matthews) | Farooq Qaisar             |                                                            |                |
| Kaise Ho Tum - Single           | 2010     | "Kaise Ho Tum (Female)"                   | Agnee                                    | Agnee                     |                                                            |                |
| Teri Aankhen                    | 2011     | "Saiyaan"                                 | Raaj Aashoo                              | Murli Agarwal             |                                                            |                |
| Navya..Naye Dhadkan Naye Sawaal | 2011     | "Bekaboo"                                 | Vishal-Shekhar                           |                           |                                                            |                |
| The Dewarists (Season One)      | 2011     | "I Believe"                               | Parikrama, Agnee                         | K. Mohan, Rachana B.      | Nitin Malik, K. Mohan                                      |                |
| Rewind - Nine Lost Memories     | 2011     | "Yadon Ke Idiot Box Mein" (Version 1)     | Amartya Rahut                            | Neelesh Misra             |                                                            |                |
| Rewind - Nine Lost Memories     | 2011     | "Maazi"                                   | Amartya Rahut                            | Neelesh Misra             | Suraj Jagan                                                |                |
| Rewind - Nine Lost Memories     | 2011     | "Shayad"                                  | Amartya Rahut                            | Neelesh Misra             | Suraj Jagan                                                |                |
| Rewind - Nine Lost Memories     | 2011     | "Roobru"                                  | Amartya Rahut                            | Neelesh Misra             | Neelesh Misra                                              |                |
| Rewind - Nine Lost Memories     | 2011     | "Unka Khayal"                             | Amartya Rahut                            | Neelesh Misra             | Neelesh Misra                                              |                |
| Rewind - Nine Lost Memories     | 2011     | "Naina Tore"                              | Amartya Rahut                            | Neelesh Misra             |                                                            |                |
| Rewind - Nine Lost Memories     | 2011     | "Dil Raffu"                               | Amartya Rahut                            | Neelesh Misra             |                                                            |                |
| Best of Naturally US            | 2012     | "Jhula"                                   | Anuraag Naidu                            | Neelesh Misra             |                                                            |                |
| Best of Naturally US            | 2012     | "Challa"                                  | Anuraag Naidu                            | Neelesh Misra             |                                                            |                |
| Best of Naturally US            | 2012     | "Dum Dum"                                 | Anuraag Naidu                            | Neelesh Misra             |                                                            |                |
| Best of Naturally US            | 2012     | "Aj Lakha Naiyo"                          | Anuraag Naidu                            | Neelesh Misra             |                                                            |                |
| Best of Naturally US            | 2012     | "Ret Main Sirkiye"                        | Anuraag Naidu                            | Neelesh Misra             |                                                            |                |
| Coke Studio (Season 2)          | 2012     | "Dum Dum"                                 | Shilpa Rao                               | Shellee                   | Arun Daga                                                  |                |
| Coke Studio (Season 2)          | 2012     | "Hallelujah"                              | Karsh Kale                               | Leonard Cohen, Karsh Kale | Karsh Kale                                                 |                |
| Coke Studio (Season 2)          | 2012     | "Shedding Skin"                           | Karsh Kale                               | Swanand Kirkire           | Karsh Kale, Shruti Pathak, Monali Thakur, Apeksha Dandekar |                |
| Poorna - Shri Krishna           | 2014     | "Surdas Ji Likhit: Ankhiyaan Hari Darsan" | Anand Kurhekar                           | Anand Kurhekar            |                                                            |                |

## Canciones para el cine Bengala
| Película   | Canción | Compositores(s) | Escritor(es)     | Co-interpre(s) |               |
| ---------- | ------- | --------------- | ---------------- | -------------- | ------------- |
| Uro Chithi | 2011    | "Athanni"       | Debojyoti Mishra | Srijato        | Taniya Sen    |
| Awara      | 2012    | "Moner Radio"   | Jeet Gannguli    | Prosen         | Jeet Gannguli |
| Jaaneman   | 2012    | "Jaaneman"      | Jeet Gannguli    | Raja Chanda    | Jeet Gannguli |

## Canciones en telugu
| Película                       | Año  | Canción                             | Compositores(s)    | Escritor(es)         | Co-interpre(s)   |
| ------------------------------ | ---- | ----------------------------------- | ------------------ | -------------------- | ---------------- |
| Manamiddaram                   | 2002 | "Endheendhu Choosina"               | Koti               | Kaluva Krishna Sai   | Sandeep          |
| Konchem Ishtam Konchem Kashtam | 2009 | "Abacha"                            | Shankar-Ehsaan-Loy | Chandrabose          | Mahalakshmi Iyer |
| English Vinglish               | 2012 | "English Vinglish" (Female Version) | Amit Trivedi       | Krishna Chaitanya    |                  |
| English Vinglish               | 2012 | "Idho Vidham"                       | Amit Trivedi       | Krishna Chaitanya    |                  |
| Dhoom 3                        | 2013 | "Tarang"                            | Pritam             | Bhaskarabhatla       | Abhishek Nailwal |
| Bang Bang!                     | 2014 | "Priyathama"                        | Vishal–Shekhar     | K Subhas Chandrabose | Ash King         |

## Canciones en tamil
| Película         | Año  | Canción                             | Compositor(ss)     | Escritor(es)   | Co-singer(s) |
| ---------------- | ---- | ----------------------------------- | ------------------ | -------------- | ------------ |
| Naan Mahaan Alla | 2010 | "Oru Maalai Neram"                  | Yuvan Shankar Raja | Na. Muthukumar | Javed Ali    |
| English Vinglish | 2012 | "English Vinglish" (Female Version) | Amit Trivedi       | Pa. Vijay      |              |

## Canciones en malayalam
| Película       | Año  | Canción      | Compositor(ss) | Escritor(es) | Co-singer(s) |
| -------------- | ---- | ------------ | -------------- | ------------ | ------------ |
| Puthiya Mukham | 2009 | "Rahasyamay" | Deepak Dev     | Kaithapram   | KK           |